# Diacetyl
Diacetyl ist eine organische chemische Verbindung aus der Gruppe der Ketone und der einfachste Vertreter der Stoffklasse der Diketone. Es besitzt in verdünnter Form einen ausgeprägten Geschmack und Geruch nach Butter und ist auch Bestandteil des natürlichen Butteraromas. In hohen Konzentrationen riecht es ranzig. Diacetyl gibt eine positive Iodoformprobe.
Im Bierbrau-Prozess produzieren Bierhefen aus dem Stoffwechsel-Zwischenprodukt Acetolactat Diacetyl, das sie weiter zu 2,3-Butandiol reduzieren. Unterbleibt letzterer Abbau oder wird durch ungünstige Nährstoffgehalte die Diacetylfreisetzung forciert, so bekommt das Bier einen deutlichen und unangenehmen Fehlgeschmack. Ähnliche Prozesse mit großem Einfluss auf den Geschmack des Weins finden auch bei der Weinlagerung durch spezielle Milchsäurebakterien (siehe auch Milchsäuregärung bzw. malolaktische Gärung) statt (→ Weinfehler). Am 8. Dezember 2015 veröffentlichten Forscher der Harvard University eine Studie, nach der 39 von 54 untersuchten Liquids für elektrische Zigaretten Diacetyl enthielten. Allerdings ist Diacetyl zu einem wesentlich höheren Anteil auch in Tabakzigaretten enthalten und liegt auch hier noch unter den von der amerikanischen NIOSH ausgegebenen Grenzwerten.

## Schädigende Wirkung
Nachdem bereits im Mai 2000 die Gesundheitsbehörden des US-Bundesstaats Missouri über die Erkrankung von zehn Arbeitern einer Popcorn-Fabrik an Bronchiolitis obliterans, einer sonst eher seltenen Atemwegskrankheit, berichteten und im Zusammenhang damit die Untersuchung der Fabrik durch die US-Arbeitsschutzbehörde OSHA forderten – allerdings ohne wirksame Folgen –, kam es im Juli 2004 vor einem US-Gericht in Iowa zu einer Klage gegen die Symrise Inc. sowie eine Reihe weiterer Butteraroma-Hersteller, bei der es um Schadensersatzansprüche aufgrund der Erkrankung an Bronchiolitis obliterans ging, bewirkt durch das Einatmen von Diacetyl-Dämpfen, wie sie bei der Herstellung von künstlich aromatisiertem Mikrowellen-Popcorn freigesetzt werden. Geklagt hatten Angestellte eines Lebensmittelherstellers und Zwischenhändler, die Produkte von Symrise in der Lebensmittelverarbeitung einsetzten. Weitere Klagen im Zusammenhang mit der inzwischen als „Popcorn Workers Lung“ bezeichneten Krankheit wurden im Sommer 2005 vor Gerichten in Illinois und St. Louis, Missouri, eingereicht, bis schließlich im Juni 2007 im amerikanischen Kongress ein Gesetzgebungsentwurf eingebracht wurde, verbindliche Grenzwerte für die Diacetylbelastung am Arbeitsplatz festzulegen. Wie Der Spiegel wenig später berichtete, mussten die Hersteller künstlichen Butteraromas bis zu diesem Zeitpunkt bereits mehr als 100 Millionen Dollar Entschädigungen an kranke Mitarbeiter zahlen, und offiziell wurde sogar der Tod eines Menschen auf die Erkrankung zurückgeführt. Anfang September 2007 wurde schließlich der Fall einer weiteren, schon im Juli diagnostizierten, allerdings bis dahin von den Behörden ignorierten Erkrankung an Bronchiolitis obliterans bekannt, diesmal bei einem Mann, der regelmäßig und in großer Menge selbst zubereitetes Mikrowellen-Popcorn zu sich genommen hatte und anschließend an „Popcorn Workers Lung“ erkrankte, vermutlich, weil er bei der Zubereitung die dabei freigewordenen Diacetyl-Dämpfe eingeatmet hatte. Drei Wochen später verabschiedete daraufhin das US-Repräsentantenhaus den Popcorn Workers Lung Disease Prevention Act, mit dem es die OSHA dazu verpflichtete, verbindliche Standards für den Umgang mit Diacetyl festzulegen. Neuere Forschungen zeigen, dass Diacetyl verschiedene Aspekte der Amyloid-β-Aggregation fördert. Solche Beta-Agreggationen werden mit der Alzheimer-Erkrankung in Verbindung gebracht.

## Trimeres Diacetyl
Unter definierten Bedingungen erhält man aus Diacetyl mehrere strukturell verschiedene homotrimere Verbindungen mit identischer Summenformel (C12H18O6):
- Im Jahr 1902 beschrieben Otto Diels und Hans Jost ein Polymerisationsprodukt von Diacetyl, das durch Einwirkung von konzentrierter Salzsäure auf Diacetyl bei 0 °C entsteht,[10] als „eine prachtvoll krystallisierende Verbindung“ mit einem Schmelzpunkt von 105 °C. Durch Derivatisierungen und weitere Analysen wurden eine Hydroxygruppe, eine Ketofunktion, sowie „vier nicht zugängliche Sauerstoffatome“ nachgewiesen. Eine hypothetische, tricyclische Struktur mit zwei substituierten 1,3-Dioxetan- und einem 1,4-Dioxan-Ring wurde bei Friedrich Konrad Beilstein[11] als „nicht sehr wahrscheinlich“ eingeschätzt.

Analysen im Jahr 1999 identifizierten die trimere Hauptverbindung als 6-Hydroxy-1,3,6,7,9-pentamethyl-2,8,10,11-tetraoxa-tricyclo[5.2.1.13.9]undecan-4-on und klärten die Strukturen von vier weiteren Nebenprodukten auf. Verwendung dieses Trimers und sein Einsatz in Formulationen von Kosmetika und Therapeutika wurde patentiert.
- 1961 wurde von Cresswell et al. ein weiteres Trimer beschrieben, das in vier bis fünf Tagen bei Raumtemperatur unter katalytischem Kontakt des Anionenaustauscher Amberlite CG-400 (in der OH−-Form) aus Diacetyl entsteht.[14]

- 1968 beschrieben Yankeelov und Mitarbeiter[15] ein weiteres Trimer,[16] das von ihnen zur Modifizierung von Arginin-Resten in Proteinen verwendet wurde.[17]

## Verwendung
Durch Kondensation mit 2,3-Butandiamin kann 2,3,5,6-Tetramethylpyrazin gewonnen werden.
Diacetyl wird als Lebensmittelzusatzstoff (Butteraroma) verwendet.